# هتل‌های ریکسوس
هتل‌های ریکسوس (انگلیسی: Rixos Hotels) شرکت مهمان‌نوازی ترک است، که در سال ۲۰۰۰ تأسیس شد.